# Mirovni planovi za Bosnu i Hercegovinu
Međunarodna zajednica dugo je i neuspješno pokušavala posredovati oko zaustavljanja rata, nastojeći pronaći prihvatljiv model preuređenja BiH. Prvi pokušaj bio je tzv. Cutilierov plan kantonizacije u ožujku 1992. U siječnju 1993. predložen je Vance-Owenov plan kantonizacije (10 provincija), koji je produbio suprotnosti između Hrvata i Bošnjaka. Owen-Stoltenbergov plan iz kolovoza 1993. uvelike se udaljio od načela cjelovitosti prijedlogom o labavoj tročlanoj Uniji BiH, po kojem bi Srbi zadržali najveći dio okupiranog teritorija. Plan Kontaktne skupine (lipanj 1994.) bio je tek ublažena varijanta prethodnog plana za podjelu BiH. Osnovni nedostatak svih planova bio je izostanak preventivnih i provedbenih mjera, a to je pogodovalo Srbima. Diplomatsko posredništvo pratila je i mirovna operacija UN-a, koja se nadovezala na razmještaj mirovnih snaga u Hrvatskoj (UNPROFOR). Mirovne snage u BiH imale su samo humanitarni mandat (dostava pomoći) i nisu mogle osigurati provedbu diplomatskih planova. Postupno su rasle i razlike u gledištima velikih sila, pa su izbili na vidjelo parcijalni interesi, a sve je to posve umanjilo vjerodostojnost i blokiralo učinkovitost diplomatskog posredovanja. Bošnjačko-hrvatski sukob je zaustavljen tek posredovanjem SAD-a i sklapanjem Washingtonskih sporazuma (18. ožujka 1994.). Obnovljena je suradnja, uspostavljena federacija Hrvata i Bošnjaka, a predviđena je njezina konfederacija s Hrvatskom. U Mostaru je uvedena privremena uprava EU. Potpunu nemoć međunarodna je zajednica iskazala u srpnju 1995. kada su Srbi nekažnjeno zauzeli zaštićene zone UN-a Srebrenicu i Žepu. Pokrenuli su i ofenzivu na zaštićeno bihaćko područje, ali ih je zaustavio HV operacijom »Olujom«. Zajednički hrvatsko-bošnjački vojni uspjesi tijekom jeseni 1995. omogućili su i zamah pregovaračkog procesa. Temeljni sporazum kojim je završen rat i definiran državnopravni okvir BiH postignut je tijekom pregovora koji su se 1. – 21. studenog 1995. održali u američkoj vojnoj bazi Wright-Patterson kraj Daytona u Ohiju. Tzv. Daytonski sporazum, službeno potpisan 14. prosinca 1995. u Parizu, obuhvaća Opći okvirni sporazum za mir u BiH i 12 dodataka koji se odnose na pojedina pitanja. BiH je uređena kao država sastavljena od dvaju entiteta: Federacija BiH (51% teritorija) i Republika Srpska (49%). Grad Brčko, prvotno ostavljen za arbitražu, odlukom je međunarodne arbitraže 1999. dobio status neutralnoga distrikta pod središnjom vlašću. Provedbu vojnoga dijela Daytonskoga sporazuma osigurale su međunarodne Provedbene snage (IFOR, od 1997. Stabilizacijske snage ili SFOR) pod zapovjedništvom NATO-a. Provedbu civilnoga dijela sporazuma preuzelo je više organizacija (OESS, UN, UNHCR), a najveće je ovlasti dobio visoki predstavnik (do 30. svibnja 1997. Carl Bildt, potom Carlos Westendorp).
- Carrington-Cutileiro
- Vance-Owen
- Owen-Stoltenberg
- Washington
- Dayton